# Fageda verge dels Carpats i d'altres regions d'Europa
La fageda verge dels Carpats i d'altres regions d'Europa, és un bé transnacional que està inscrit a la llista del Patrimoni de la Humanitat de la UNESCO des del 2007 amb extensions els anys 2011, 2017, 2021, 2023.
És un exemple destacat de boscos temperats que romanen inalterats, i que constitueixen una sèrie que abasta 93 zones a 18 països. Conjuntament, els llocs protegeixen la major zona de boscosa i menys pertorbada on hi dominen les fagedes.
En molts d'aquests indrets, especialment els dels Carpats, les fagedes han persistit sense interrupcions ni interferències des de l'última glaciació.

### Regió dels Carpats
Originàriament, aquest bé era una cooperació entre Ucraïna i Eslovàquia inscrites el 2007 a la llista del Patrimoni de la Humanitat.
Des de les muntanyes de Ràkhiv i el massís de Txornohora a Zakarpàttia, Ucraïna, cap a l'oest al llarg del sistema de la cresta dels Polonyns (ucraïnès: Полонинський хребет, transcrit: Polonynskyi khrebet), per endinsar-se a Eslovàquia, acabant a la Bukovské vrchy i les muntanyes Vihorlat.
Conté una valuosa reserva genètica de faigs amb moltes espècies associades que depenen d'aquests hàbitats forestals. És també un exemple destacat de la recolonització i el desenvolupament dels ecosistemes terrestres i les comunitats després de la darrera edat de gel, un procés que encara està en curs.